# ETC Malmö
ETC Malmö var en skånsk veckotidning om samhällsfrågor, kultur och nöje, med utgivning fredagar. Tidningen gavs ut av ETC förlag AB. Ansvarig utgivare var Johan Ehrenberg.

## Historia
Första numret av tidningen ETC Malmö utkom sedan Tidningsföreningen Efter Arbetet, som gav ut tidningen Efter Arbetet, 2012 sagt upp samarbetsavtalet med ETC förlag AB. Första numret av veckoslutstidningen Efter Arbetet utkom den 20 februari 2009 som ett resultat av samarbetet med ETC Förlag och Johan Ehrenberg utsågs på tidningsföreningens styrelsemöte  den 21 september 2008 till ansvarig utgivare. Efter Arbetet hade en oberoende socialdemokratisk ledarsida,  Efter Arbetet, startade när tidningen Arbetet lade ner. Under en lång tid efter Arbetets konkurs utkom inte någon veckoslutstidning, främst på grund av bristande finansiering. Efter Arbetet utkom då istället med fyra nummer om året och var inriktad på samhällsreportage och kultur. 
Efter att tidningsföreningen Efter Arbetet 2012 sagt upp avtalet  beslutade Ehrenberg att ändra dess namn till ETC Malmö, vilket tillkännagavs den 30 november 2012. Tidningsföreningen hade för avsikt att driva Efter Arbetet vidare i samarbete med den LO-ägda veckotidningen Arbetet (tidigare LO-tidningen). Hela ledarredaktionen lämnade den av Ehrenberg utgivna tidningen ETC Malmö i protest mot att han ändrat namn på Efter Arbetet innan uppsägningstiden på sex månader gått ut. Ehrenberg motiverar själv namnändringen med att namnet Efter Arbetet blivit förvirrande efter att LO börjat ge ut en veckotidning med namnet Arbetet.
Efter Arbetet hade en upplaga på 3000 exemplar. Tidningen användes som exempel i debatten kring presstödet, då Efter Arbetet erhöll omkring 3 miljoner kronor i årligt presstöd.
Sedan januari 2018 är ETC Malmö nedlagt och ingår i Dagens ETC. 